# NBA All-Star Game 1958
L'NBA All-Star Game 1958, svoltosi a St. Louis, vide la vittoria finale della Eastern Division sulla Western Division per 130 a 118.
Bob Pettit, dei St. Louis Hawks, fu nominato MVP della partita.

## Squadre

### Western Division
| Western Division |                    |             |             |             |             |             |             |             |             |
| Giocatore        | Squadra            | MIN         | FGM         | FGA         | FTM         | FTA         | RIM         | AST         | PT          |
| George Yardley   | Detroit Pistons    | 32          | 8           | 15          | 3           | 5           | 9           | 1           | 19          |
| Jack Twyman      | Cincinnati Royals  | 25          | 8           | 13          | 2           | 2           | 3           | 0           | 18          |
| Bob Pettit       | St. Louis Hawks    | 38          | 10          | 21          | 8           | 10          | 26          | 1           | 28          |
| Slater Martin    | St. Louis Hawks    | 26          | 2           | 9           | 2           | 4           | 2           | 8           | 6           |
| Dick Garmaker    | Minneapolis Lakers | 13          | 1           | 9           | 3           | 3           | 6           | 1           | 5           |
| Maurice Stokes   | Cincinnati Royals  | 36          | 3           | 13          | 4           | 7           | 14          | 3           | 10          |
| Larry Foust      | Minneapolis Lakers | 13          | 1           | 4           | 8           | 8           | 3           | 0           | 10          |
| Gene Shue        | Detroit Pistons    | 25          | 8           | 11          | 2           | 3           | 2           | 0           | 18          |
| Dick McGuire     | Detroit Pistons    | 31          | 2           | 4           | 0           | 0           | 7           | 10          | 4           |
| Cliff Hagan      | St. Louis Hawks    | infortunato | infortunato | infortunato | infortunato | infortunato | infortunato | infortunato | infortunato |
| Totale           |                    | 240         | 43          | 99          | 32          | 42          | 72          | 24          | 118         |
| All. Alex Hannum | St. Louis Hawks    |             |             |             |             |             |             |             |             |

MIN: minuti. FGM: tiri dal campo riusciti. FGA: tiri dal campo tentati. FTM: tiri liberi riusciti. FTA: tiri liberi tentati. RIM: rimbalzi. AST: assist. PT: punti

### Eastern Division
| Eastern Division  |                       |     |     |     |     |     |     |     |     |
| Giocatore         | Squadra               | MIN | FGM | FGA | FTM | FTA | RIM | AST | PT  |
| Dolph Schayes     | Syracuse Nationals    | 39  | 6   | 15  | 6   | 6   | 9   | 2   | 18  |
| Willie Naulls     | New York Knicks       | 15  | 3   | 9   | 2   | 2   | 3   | 0   | 8   |
| Bill Russell      | Boston Celtics        | 26  | 5   | 12  | 1   | 3   | 11  | 2   | 11  |
| Bob Cousy         | Boston Celtics        | 31  | 8   | 20  | 4   | 6   | 5   | 10  | 20  |
| Bill Sharman      | Boston Celtics        | 25  | 6   | 19  | 3   | 3   | 4   | 3   | 15  |
| Ken Sears         | New York Knicks       | 14  | 4   | 8   | 4   | 5   | 1   | 0   | 12  |
| Paul Arizin       | Philadelphia Warriors | 29  | 11  | 17  | 2   | 2   | 8   | 2   | 24  |
| Neil Johnston     | Philadelphia Warriors | 22  | 6   | 13  | 2   | 2   | 8   | 1   | 14  |
| Richie Guerin     | New York Knicks       | 22  | 2   | 10  | 3   | 4   | 8   | 7   | 7   |
| Larry Costello    | Syracuse Nationals    | 17  | 0   | 6   | 1   | 1   | 1   | 4   | 1   |
| Totale            |                       | 240 | 51  | 129 | 28  | 34  | 58  | 31  | 130 |
| All. Red Auerbach | Boston Celtics        |     |     |     |     |     |     |     |     |

MIN: minuti. FGM: tiri dal campo riusciti. FGA: tiri dal campo tentati. FTM: tiri liberi riusciti. FTA: tiri liberi tentati. RIM: rimbalzi. AST: assist. PT: punti